# 互联网安全
网络安全是计算机安全的分支之一。它涵盖了互联网、浏览器安全、网站安全以及网络安全，因为它适用于其他应用程序或操作系统整体。其目标是建立规则和措施，以对抗互联网上的攻击。互联网本质上是用于信息交换的不安全信道，存在入侵或欺诈的高风险，例如网络钓鱼、在线病毒、木马、勒索软件和蠕虫。

许多方法可用于对抗这些威胁，包括加密以及从零开始组建的工程设计。

## 威胁

### 新兴威胁
新兴的网络威胁是近期技术突破的成果。例如，使用人工智能深度伪造来生成看似真实但实际上是虚假的音频和视频，这增加了欺诈和虚假信息的危险。此外，传统风险也可以通过人工智能驱动的攻击实现自动化及加强化，使其更难识别和消除。

### 恶意软件
恶意软件有多种形式，例如病毒、木马、间谍软件和蠕虫。
- 恶意软件（英語：Malware），是恶意软件（英語：malicious software）的混成词，指任何用于破坏计算机运行、收集敏感信息或获取对私有计算机系统访问权限的软件。恶意软件的定义是其恶意意图，即违反计算机用户的要求而行动，不包括由于某些缺陷而无意中造成损害的软件。“坏件”（英語：badware）一词适用于恶意软件和无意中造成损害的软件。
- 僵尸网络是由机器人或网络机器人（bot）接管的计算机网络，并为其创建者执行大规模恶意行为。
- 计算机病毒是可以通过感染计算机上的其他文件或结构来复制其结构或效果的程序。病毒的典型目的是接管计算机以窃取数据。
- 蠕虫病毒是可以在整个计算机网络中自我复制的程序。
- 勒索软件是一种恶意软件，它限制对受感染计算机系统的访问，并要求支付赎金才能解除限制。
- 恐吓软件是一种通常利益有限或没有利益的程序，包含恶意负载、通过不道德的营销手段出售。销售方法使用社会工程来引起震惊、焦虑或对威胁的感知，通常针对毫无戒心的用户。
- 间谍软件是指秘密监视计算机系统上的活动并将该信息报告给他人而未经用户同意的程序。
- 键盘记录恶意软件是一种特殊的间谍软件。通常被称为键盘记录或键盘捕获，用于记录在键盘上按键敲击动作。
- 特洛伊木马，常作“木马”，是伪装为无害的恶意软件一般术语，以使用户信服将其装载到计算机上。

### 拒绝服务攻击
拒绝服务攻击（DoS）或分布式拒绝服务攻击（DDoS）是一种尝试使计算机资源对其预期用户不可用的行为。它的工作原理是同时发出如此多的服务请求，以至于系统不堪重负，无法处理任何请求。DoS可能会针对云计算系统。根据一项国际安全调查中的商业参与者表示，2007年有25%的受访者经历过DoS攻击，2010年又有16.8%的受访者经历过DoS攻击。DoS攻击通常使用机器人（或僵尸网络）来执行攻击。

### 网络钓鱼
网络钓鱼的目标是在线用户，试图提取敏感信息，例如密码和财务信息。当攻击者伪装成值得信赖的实体时，就会发生网络钓鱼，无论是通过电子邮件还是网页。受害者被定向到看似合法的网页，但实际上将信息路由给攻击者。诸如电子邮件欺骗之类的策略试图使电子邮件看起来像是来自合法发件人，或者长而复杂的URL隐藏了实际网站。保险集团RSA声称，2016年，网络钓鱼造成的全球损失为108亿美元。

### 中间人攻击
中间人（MITM）攻击是一种网络攻击。网络犯罪分子可以拦截人员之间发送的数据，以窃取、窃听或修改数据，以达到某些恶意目的，例如勒索钱财和身份盗窃。公共WiFi通常是不安全的，因为监控或拦截Web流量是未知的。

### 应用程序漏洞
用于访问互联网资源的应用程序可能包含安全漏洞，例如内存安全错误或有缺陷的身份验证检查。此类错误可能使网络攻击者完全控制计算机。

### 用户意识
随着网络威胁变得越来越复杂，用户教育对于提高互联网安全性至关重要。需要关注的重要领域包括：
- 用户应具备识别网络钓鱼电子邮件的能力，方法是查找奇怪的发件人地址、陈词滥调的称呼以及听起来很紧急的语言。模拟网络钓鱼演习和真实案例都可以纳入培训计划。
- 启用双因素身份验证（2FA）并强调使用强度高、独一无二的密码对于保护个人信息至关重要。此外，用户需要了解在社交媒体上过度分享的危险，以及更改其隐私设置的重要性。
- 教育人们如何识别安全网站（HTTPS）、避开可疑下载以及在单击链接时保持谨慎至关重要。此外，用户需要意识到在不接入VPN的情况下使用开放WiFi网络的危险。

## 对策

### 网络层安全
TCP/IP协议可以使用加密方法和安全协议进行保护。这些协议包括安全套接层（SSL），后继为传输层安全协议（TLS），用于保护网络流量，优良保密协议（PGP）用于电子邮件，以及用于网络层安全
的IPsec。

### 威胁建模
威胁建模工具可帮助您主动分析系统或系统集合的网络安全态势，从而预防安全威胁。

### 多因素身份验证
多因素身份验证（MFA）是一种访问控制方法，其中用户只有在成功出示独立的证据后才能获得访问权限身份验证机制——以下类别中的两个或多个：认知（他们知道什么）、所有（他们拥有什么）和推断（他们是什么）。互联网资源，例如网站和电子邮件，可以使用此技术进行保护。

### 安全令牌
一些在线网站为客户提供使用六位数代码的功能，该代码在物理安全令牌上每30至60秒随机更改一次。令牌具有内置计算功能，并基于当前时间编排数字。这意味着每数十秒仅有特定的数字可验证访问权限。网站知道该设备的序列号，并知道验证该号码的计算方法和正确时间。设备会在30至60秒后显示一个新的随机六位数字以登录网站。

### 电子邮件安全

#### 背景
电子邮件消息的组成、传递和存储是一个多步骤的过程，从消息的组成开始。当发送消息时，它会根据RFC 2822转换为标准格式。使用网络连接，邮件客户端将发件人的身份、收件人列表和消息内容发送到服务器。服务器收到此信息后，会将消息转发给收件人。

#### 优良保密协议（PGP）
优良保密协议（PGP）是一种加密程序，为数据通信提供密码隐私和身份验证。PGP用于签名、加密和解密文本、电子邮件、文件、目录和整个磁盘分区，并增加数字签名以进行电子邮件加密和解密。

#### 消息认证码（MAC）
消息认证码（MAC）是一种用于验证消息的消息认证代码，涉及使用密钥的密码散列函数。MAC用于验证消息的真实性和完整性。MAC过程验证消息来自指定的发件人（真实性）并且在传输过程中未被更改（完整性）。

### 防火墙
防火墙是网络安全系统，用于监控和控制传入和传出的网络流量，基于预定的安全规则。防火墙通常充当网络和互联网之间的屏障，控制对网络的网络访问。防火墙的基本任务是阻止不需要的访问网络的行为，同时允许合法的通信通过。防火墙是防止外部网络攻击者访问您的系统的重要组成部分，被认为是互联网安全的第一道防线。
防火墙可以使用多种方法来控制网络流量并保护系统，包括：
- 数据包过滤器：数据包过滤器检查通过防火墙的数据包，并根据一组规则过滤数据包。数据包过滤器根据数据包的源地址和目标地址、协议和端口号检查数据包。数据包过滤器快速高效，但它们无法提供高级别的保护。
- 状态检测：状态检测防火墙跟踪网络连接的状态，并根据连接状态做出过滤决策。状态检测防火墙比数据包过滤器更安全，但速度也较慢。
- 应用层网关：应用层网关（也称为代理防火墙）过滤应用层（OSI模型中的第7层）的网络流量。应用层网关可以提供比数据包过滤器和状态检测防火墙更高级别的保护，但它们也更慢。

### 浏览器选择
浏览器安全对于互联网安全至关重要。用户应选择具有强大安全功能和定期更新的浏览器。此外，使用浏览器扩展程序可以增强安全性，例如广告拦截器、HTTPS Everywhere和隐私扩展程序。

## 保护措施
有许多保护措施可以帮助用户保护自己免受互联网威胁。这些措施包括：
- 防病毒软件：防病毒软件用于检测和删除计算机上的恶意软件。防病毒软件可以帮助保护您的计算机免受各种威胁，包括病毒、蠕虫和木马。但是，防病毒软件并非万无一失，因此重要的是使用其他保护措施，例如防火墙和保持软件更新。
- 密码管理器：密码管理器可以帮助您创建和存储安全密码。密码管理器可以帮助您为您的在线帐户创建强而唯一的密码，并可以帮助您记住这些密码。这可以帮助您保护自己免受密码被盗。
- 安全套件：安全套件是提供各种安全功能的软件程序。安全套件通常包括防病毒软件、防火墙和密码管理器。安全套件可以为抵御各种威胁提供全面的保护。
- 无线传感器网络安全：无线传感器网络（WSN）用于各种应用，包括工业控制、环境监测和医疗保健。WSN可能容易受到各种安全威胁，因此重要的是采取措施保护它们。保护WSN的一种方法是使用加密技术来保护传感器节点之间以及传感器节点与基站之间的通信。保护WSN的另一种方法是使用访问控制机制来限制对网络的访问。

## 历史
互联网安全的历史与互联网本身的历史交织在一起。互联网的早期设计没有考虑安全性，因为当时它主要用于研究和学术目的。然而，随着互联网变得越来越普及，安全性也开始受到关注。
互联网安全领域在很大程度上是由互联网工程任务组（IETF）推动的，该组织发布了许多用于互联网安全的标准。IETF已经发布了用于各种安全技术的标准，包括加密、身份验证和授权。
互联网安全是一个不断发展的领域，每天都会开发出新的威胁和对策。为了保持安全，重要的是了解最新的威胁和对策。

## 另阅
- 计算机犯罪
- 计算机取证
- 网络犯罪
- 网络安全
- 信息安全
- 互联网隐私
- 在线欺诈
- 安全工程
- 安全文化
- 漏洞利用
- 防毒軟體列表